# Citharacanthus alayoni
Citharacanthus alayoni is een spinnensoort in de taxonomische indeling van de vogelspinnen (Theraphosidae).
Het dier behoort tot het geslacht Citharacanthus. De wetenschappelijke naam van de soort werd voor het eerst geldig gepubliceerd in 1995 door Rudloff.